# Leonardo Astrada
Leonardo Rubén Astrada (Buenos Aires, 1970. január 6. –) argentin labdarúgóedző, korábbi válogatott labdarúgó, a Cerro Porteño vezetőedzője.
Az argentin válogatott tagjaként részt vett az 1991-es és az 1995-ös Copa Américán illetve az 1998-as világbajnokságon.

## Sikerei, díjai
River Plate
- Argentin bajnok (10): 1988–89, Apertura: 1991, 1993, 1994, 1996, 1997, 1999, Clausura: 1997, 2002, 2003
- Copa Libertadores győztes (1): 1996
- Libertadores-szuperkupagyőztes (1): 1997

Argentína
- Copa América győztes (1): 1991